# Mysmena isolata
Mysmena isolata är en spindelart som beskrevs av Forster 1977. Mysmena isolata ingår i släktet Mysmena och familjen Mysmenidae. Inga underarter finns listade i Catalogue of Life.